# Формалізм гравітаційного лінзування
Формалізм гравітаційного лінзування виводить властивості лінзованого зображення за допомогою загальної теорії відносності.
У загальній теорії відносності точкова маса відхиляє світловий промінь із прицільним параметром {\displaystyle b~} на кут, приблизно рівний
{\displaystyle {\hat {\alpha }}={\frac {4GM}{c^{2}b}}},
де G — гравітаційна стала, M — маса відхиляючого об'єкта, c — швидкість світла. Це наближення добре працює, лише коли {\displaystyle 4GM/c^{2}b} невеликий. Наївне застосування ньютонівської гравітації може дати рівно половину цього значення, якщо вважати світловий промінь масивною частинкою, яка рухьсая зі швидкістю світла і розсіюється гравітаційною потенціальною ямою.
У ситуаціях, коли загальну теорію відносності можна апроксимувати лінеаризованою гравітацією, відхилення через просторово розподілену масу можна записати просто як векторну суму точкових мас. Для неперервного розподілу мас це стає інтегралом за густиою {\displaystyle \rho ~}, і, якщо відхилення невелике, ми можемо апроксимувати гравітаційний потенціал уздовж відхиленої траєкторії потенціалом уздовж невідхиленої траєкторії, як у наближенні Борна в квантовій механіці. Тоді вхилення дорівнює
{\displaystyle {\vec {\hat {\alpha }}}({\vec {\xi }})={\frac {4G}{c^{2}}}\int d^{2}\xi ^{\prime }\int dz\rho ({\vec {\xi }}^{\prime },z){\frac {\vec {b}}{|{\vec {b}}|^{2}}},~{\vec {b}}\equiv {\vec {\xi }}-{\vec {\xi ^{\prime }}}}
де {\displaystyle z} – координата прямої видимості, а {\displaystyle {\vec {b}}} - векторний прицільний параметр фактичного шляху променя від нескінченно малої маси {\displaystyle d^{2}\xi ^{\prime }dz\rho ({\vec {\xi }}^{\prime },z)}, розташованої за координатами {\displaystyle ({\vec {\xi }}^{\prime },z)}.

## Наближення тонкої лінзи
У наближенні тонкої лінзи, коли відстані між джерелом, лінзою та спостерігачем набагато більші за розмір лінзи (це майже завжди вірно для астрономічних об’єктів), ми можемо вести спроєктовану густину маси
{\displaystyle \Sigma ({\vec {\xi }}^{\prime })=\int \rho ({\vec {\xi }}^{\prime },z)dz},
де {\displaystyle {\vec {\xi }}^{\prime }} - вдимірний вектор на площині неба. Тоді кут відхилення дорівнює
{\displaystyle {\vec {\hat {\alpha }}}({\vec {\xi }})={\frac {4G}{c^{2}}}\int {\frac {({\vec {\xi }}-{\vec {\xi }}^{\prime })\Sigma ({\vec {\xi }}^{\prime })}{|{\vec {\xi }}-{\vec {\xi }}^{\prime }|^{2}}}d^{2}\xi ^{\prime }}
Цей кут теж є двовиміретнором на площині неба.
Як показано на діаграмі праворуч, різниця між кутовим положенням без лінзи {\displaystyle {\vec {\beta }}} і спостережуваним положенням {\displaystyle {\vec {\theta }}} - це кут відхилення, зменшений на відношення відстаней, описаний як рівняння лінзи
{\displaystyle {\vec {\beta }}={\vec {\theta }}-{\vec {\alpha }}({\vec {\theta }})={\vec {\theta }}-{\frac {D_{ds}}{D_{s}}}{\vec {\hat {\alpha }}}({\vec {D_{d}\theta }})}
де {\displaystyle D_{ds}~} - відстань від лінзи до джерела, {\displaystyle D_{s}~} – відстань від спостерігача до джерела, а {\displaystyle D_{d}~} це відстань від спостерігача до лінзи. Для позагалактичних лінз це повинні бути відстані кутового діаметра.
У сильному гравітаційному лінзуванні це рівняння може мати кілька розв’язків, і тоді одне джерело {\displaystyle {\vec {\beta }}} може створювати кілька зображень.

### Конвенція та потенціал відхилення
Кут відхилення {\displaystyle {\vec {\alpha }}({\vec {\theta }})} можна записати як
{\displaystyle {\vec {\alpha }}({\vec {\theta }})={\frac {1}{\pi }}\int d^{2}\theta ^{\prime }{\frac {({\vec {\theta }}-{\vec {\theta }}^{\prime })\kappa ({\vec {\theta }}^{\prime })}{|{\vec {\theta }}-{\vec {\theta }}^{\prime }|^{2}}}},
де ми ввели конвергенцію
{\displaystyle \kappa ({\vec {\theta }})={\frac {\Sigma ({\vec {\theta }})}{\Sigma _{cr}}}},
а критична поверхнева густина (не плутати з критичною густиою Всесвіту) дається формулою
{\displaystyle \Sigma _{cr}={\frac {c^{2}D_{s}}{4\pi GD_{ds}D_{d}}}}.

Ми також можемо визначити потенціал відхилення
{\displaystyle \psi ({\vec {\theta }})={\frac {1}{\pi }}\int d^{2}\theta ^{\prime }\kappa ({\vec {\theta }}^{\prime })\ln |{\vec {\theta }}-{\vec {\theta }}^{\prime }|}.
Тоді кут відхилення є просто градієнтом потенціалу, а конвергенція становить половину лапласіана потенціалу:
{\displaystyle {\vec {\theta }}-{\vec {\beta }}={\vec {\alpha }}({\vec {\theta }})={\vec {\nabla }}\psi ({\vec {\theta }})},
{\displaystyle \kappa ({\vec {\theta }})={\frac {1}{2}}\nabla ^{2}\psi ({\vec {\theta }})}.
Потенціал відхилення також можна записати як масштабовану проєкцію ньютонівського гравітаційного потенціалу {\displaystyle \Phi ~} лінзи
{\displaystyle \psi ({\vec {\theta }})={\frac {2D_{ds}}{D_{d}D_{s}c^{2}}}\int \Phi (D_{d}{\vec {\theta }},z)dz}

### Якобіан лінзування
Якобіан переходу між нелінзованою та лінзованою системами координат має вигляд
{\displaystyle A_{ij}={\frac {\partial \beta _{i}}{\partial \theta _{j}}}=\delta _{ij}-{\frac {\partial \alpha _{i}}{\partial \theta _{j}}}=\delta _{ij}-{\frac {\partial ^{2}\psi }{\partial \theta _{i}\partial \theta _{j}}}},
де {\displaystyle \delta _{ij}~} є дельта Кронекера. Оскільки матриця других похідних має бути симетричною, якобіан можна розкласти на діагональний член, що включає конвергенцію, і член без слідів, що включає зсув {\displaystyle \gamma ~}
{\displaystyle A=(1-\kappa )\left[{\begin{array}{c c }1&0\\0&1\end{array}}\right]-\gamma \left[{\begin{array}{c c }\cos 2\phi &\sin 2\phi \\\sin 2\phi &-\cos 2\phi \end{array}}\right]},
де {\displaystyle \phi ~} це кут між {\displaystyle {\vec {\alpha }}} і вісь х. Термін, що включає конвергенцію, збільшує зображення шляхом збільшення його розміру, зберігаючи яскравість поверхні. Термін, що включає зсув, розтягує зображення по дотичній навколо лінзи, як обговорюється в спостережуваних слабких лінз.
Зсув, визначений тут, не еквівалентний зсуву, традиційно вживаному в математиці, хоча обидва нерівномірно розтягують зображення.

Вплив компонентів конвергенції та зсуву на кругле джерело, представлене суцільним зеленим колом.

### Поверхня Ферма
Існує альтернативний спосіб отримання рівняння лінзи - через час руху фотона (поверхню Ферма)
{\displaystyle t=\int _{0}^{z_{s}}{ndz \over c\cos \alpha (z)}},
де {\displaystyle dz/c} - час проходження нескінченно малого прямолінійного елемента вздовж прямої лінії джерело-спостерігач у вакуумі, який потім коригується на коефіцієнт
{\displaystyle 1/\cos(\alpha (z))\approx 1+{\alpha (z)^{2} \over 2}},
щоб отримати лінійний елемент уздовж загнутої траєкторії {\displaystyle dl={dz \over c\cos \alpha (z)}} зі змінним малим кутом нахилу {\displaystyle \alpha (z),} а n - "показник заломлення" гравітаційного поля. Його можна отримати з того факту, що фотон рухається по нульовій геодезичній слабко збуреного статичного Всесвіту Мінковського
{\displaystyle ds^{2}=0=c^{2}dt^{2}\left(1+{2\Phi  \over c^{2}}\right)-\left(1+{2\Phi  \over c^{2}}\right)^{-1}dl^{2}}
де нерівномірний гравітаційний потенціал {\displaystyle \Phi \ll c^{2}} призводить до зміни швидкості світла
{\displaystyle c'={dl/dt}=\left(1+{2\Phi  \over c^{2}}\right)c.}
Отже, показник заломлення
{\displaystyle n\equiv {c \over c'}\approx \left(1-{2\Phi  \over c^{2}}\right).}
Показник заломлення більше одиниці через відʼємний гравітаційний потенціал {\displaystyle \Phi }.
Поєднуючи це разом і зберегаючи старші члени, маємо для часу прибуття фотона
{\displaystyle t\approx \int _{0}^{z_{s}}{dz \over c}+\int _{0}^{z_{s}}{dz \over c}{\alpha (z)^{2} \over 2}-\int _{0}^{z_{s}}{dz \over c}{2\Phi  \over c^{2}}.}
Перший член — це час проходження прямолінійного шляху, другий — додатковий геометричний шлях, а третій — гравітаційна затримка. Робимо наближення трикутника {\displaystyle \alpha (z)=\theta -\beta } для шляху між спостерігачем і лінзою, і {\displaystyle \alpha (z)\approx (\theta -\beta ){D_{d} \over D_{ds}}} для шляху між лінзою та джерелом. Тоді геометричний член затримки
{\displaystyle {D_{d} \over c}{({\vec {\theta }}-{\vec {\beta }})^{2} \over 2}+{D_{ds} \over c}{\left[({\vec {\theta }}-{\vec {\beta }}){D_{d} \over D_{ds}}\right]^{2} \over 2}={D_{d}D_{s} \over D_{ds}c}{({\vec {\theta }}-{\vec {\beta }})^{2} \over 2}.}
Так поверхня Ферма набуває вигляду
{\displaystyle t=constant+{D_{d}D_{s} \over D_{ds}c}\tau ,~\tau \equiv \left[{({\vec {\theta }}-{\vec {\beta }})^{2} \over 2}-\psi \right]}
де {\displaystyle \tau } - так звана безрозмірна затримка часу, а двовимірний потенціал лінзування
{\displaystyle \psi ({\vec {\theta }})={\frac {2D_{ds}}{D_{d}D_{s}c^{2}}}\int \Phi (D_{d}{\vec {\theta }},z)dz.}
Зображення лежать на екстремумах цієї поверхні, тому варіація {\displaystyle \tau } з {\displaystyle {\vec {\theta }}} дорівнює нулю,
{\displaystyle 0=\nabla _{\vec {\theta }}\tau ={\vec {\theta }}-{\vec {\beta }}-\nabla _{\vec {\theta }}\psi ({\vec {\theta }})}
що є рівнянням лінзи. Візьмемо рівняння Пуассона для тривимірного потенціалу
{\displaystyle \Phi ({\vec {\xi }})=-\int {\frac {d^{3}\xi ^{\prime }\rho ({\vec {\xi }}^{\prime })}{|{\vec {\xi }}-{\vec {\xi }}^{\prime }|}}}
Так ми знаходимо потенціал двовимірної лінзи
{\displaystyle \psi ({\vec {\theta }})=-{\frac {2GD_{ds}}{D_{d}D_{s}c^{2}}}\int dz\int {\frac {d^{3}\xi ^{\prime }\rho ({\vec {\xi }}^{\prime })}{|{\vec {\xi }}-{\vec {\xi }}^{\prime }|}}=-\sum _{i}{\frac {2GM_{i}D_{is}}{D_{s}D_{i}c^{2}}}\left[\sinh ^{-1}{|z-D_{i}| \over D_{i}|{\vec {\theta }}-{\vec {\theta }}_{i}|}\right]|_{D_{i}}^{D_{s}}+|_{D_{i}}^{0}.}
Тут ми припустили, що лінза є набором точкових мас {\displaystyle M_{i}} в кутових координатах {\displaystyle {\vec {\theta }}_{i}} на відстанях {\displaystyle z=D_{i}.} Використовуючи {\displaystyle \sinh ^{-1}1/x=\ln(1/x+{\sqrt {1/x^{2}+1}})\approx -\ln(x/2)} для дуже малого x, ми знаходимо
{\displaystyle \psi ({\vec {\theta }})\approx \sum _{i}{\frac {4GM_{i}D_{is}}{D_{s}D_{i}c^{2}}}\left[\ln \left({|{\vec {\theta }}-{\vec {\theta }}_{i}| \over 2}{D_{i} \over D_{is}}\right)\right].}
Можна обчислити конвергенцію, застосувавши двовимірний лапласіан потенціалу двовимірного лінзування
{\displaystyle \kappa ({\vec {\theta }})={\frac {1}{2}}\nabla _{\vec {\theta }}^{2}\psi ({\vec {\theta }})={\frac {4\pi GD_{ds}D_{d}}{c^{2}D_{s}}}\int dz\rho (D_{d}{\vec {\theta }},z)={\Sigma  \over \Sigma _{cr}}=\sum _{i}{4\pi GM_{i}D_{is} \over c^{2}D_{i}D_{s}}\delta ({\vec {\theta }}-{\vec {\theta }}_{i})}
Тут використано раніше введене позначення {\displaystyle \kappa ({\vec {\theta }})={\Sigma  \over \Sigma _{cr}}} - відношення зпроєктованої до критичної густини. Ось ми використали {\displaystyle \nabla ^{2}1/r=-4\pi \delta (r)} і {\displaystyle \nabla _{\vec {\theta }}=D_{d}\nabla .}
Ми також можемо підтвердити визначений раніше приведений кут відхилення
{\displaystyle {\vec {\theta }}-{\vec {\beta }}=\nabla _{\vec {\theta }}\psi ({\vec {\theta }})=\sum _{i}{\theta _{Ei}^{2} \over |{\vec {\theta }}-{\vec {\theta }}_{i}|},~\pi \theta _{Ei}^{2}\equiv {4\pi GM_{i}D_{is} \over c^{2}D_{s}D_{i}}}
де {\displaystyle \theta _{Ei}} це так званий кутовий радіус Ейнштейна точкової лінзи Mi. Для одноточкової лінзи в початку координат ми отримуємо стандартний результат, згідно з яким у двох розв’язках практично квадратного рівняння буде два зображення
{\displaystyle {\vec {\theta }}-{\vec {\beta }}={\theta _{E}^{2} \over |{\vec {\theta }}|}.}
Матрицю підсилення можна отримати подвійними похідними безрозмірної затримки за часом
{\displaystyle A_{ij}={\partial \beta _{j} \over \partial \theta _{i}}={\partial \tau  \over \partial \theta _{i}\partial \theta _{j}}=\delta _{ij}-{\partial \psi  \over \partial \theta _{i}\partial \theta _{j}}=\left[{\begin{array}{c c }1-\kappa -\gamma _{1}&\gamma _{2}\\\gamma _{2}&1-\kappa +\gamma _{1}\end{array}}\right]}
де ми визначили похідні
{\displaystyle \kappa ={\partial \psi  \over 2\partial \theta _{1}\partial \theta _{1}}+{\partial \psi  \over 2\partial \theta _{2}\partial \theta _{2}},~\gamma _{1}\equiv {\partial \psi  \over 2\partial \theta _{1}\partial \theta _{1}}-{\partial \psi  \over 2\partial \theta _{2}\partial \theta _{2}},~\gamma _{2}\equiv {\partial \psi  \over \partial \theta _{1}\partial \theta _{2}}}
що має значення конвергенції та зсуву. Посилення є оберненим якобіаном
{\displaystyle A=1/det(A_{ij})={1 \over (1-\kappa )^{2}-\gamma _{1}^{2}-\gamma _{2}^{2}}}
де додатне А означає або максимуми, або мінімуми, а відʼємне А означає сідлову точку на поверхні прибуття.
Для точкової лінзи можна показати (хоч розрахунок і буде довгим), що
{\displaystyle \kappa =0,~\gamma ={\sqrt {\gamma _{1}^{2}+\gamma _{2}^{2}}}={\theta _{E}^{2} \over |\theta |^{2}},~\theta _{E}^{2}={4GMD_{ds} \over c^{2}D_{d}D_{s}}.}
Отже, посилення точковою лінзою визначається як
{\displaystyle A=\left(1-{\theta _{E}^{4} \over \theta ^{4}}\right)^{-1}.}
Посилення А розходиться для зображень на радіусі Ейнштейна {\displaystyle \theta _{E}.}
У випадку багатоточкової лінзи плюс гладкого фону темних частинок поверхневої густини {\displaystyle \Sigma _{\rm {cr}}\kappa _{\rm {smooth}},} поверхня часу прибуття
{\displaystyle \psi ({\vec {\theta }})\approx {1 \over 2}\kappa _{\rm {smooth}}|\theta |^{2}+\sum _{i}\theta _{E}^{2}\left[\ln \left({|{\vec {\theta }}-{\vec {\theta }}_{i}|^{2} \over 4}{D_{d} \over D_{ds}}\right)\right].}
Щоб обчислити посилення, наприклад, у початку координат (0,0) ідентичними точковими масами, розподіленими в {\displaystyle (\theta _{xi},\theta _{yi})}, ми повинні скласти загальний зсув і включити конвергенцію гладкого фону,
{\displaystyle A=\left[(1-\kappa _{\rm {smooth}})^{2}-\left(\sum _{i}{(\theta _{xi}^{2}-\theta _{yi}^{2})\theta _{E}^{2} \over (\theta _{xi}^{2}+\theta _{yi}^{2})^{2}}\right)^{2}-\left(\sum _{i}{(2\theta _{xi}\theta _{yi})\theta _{E}^{2} \over (\theta _{xi}^{2}+\theta _{yi}^{2})^{2}}\right)^{2}\right]^{-1}}
Зазвичай це дає мережу критичних кривих, - ліній, що з’єднують точки нескінченного посилення зображення.

## Загальне слабке лінзування
У слабкому лінзуванні на великомасштабній структурі наближення тонкої лінзи може порушитися, і розширені структури з низькою густиною можуть бути погано апроксимовані кількома площинами тонкої лінзи. У цьому випадку відхилення можна отримати, припустивши, що гравітаційний потенціал всюди повільно змінюється (з цієї причини це наближення недійсне для сильного лінзування). Цей підхід припускає, що Всесвіт добре описується метрикою Фрідмана — Леметра — Робертсона — Вокера з ньютонівськими збуреннями, але він не робить інших припущень щодо розподілу маси лінзи.
Як і у випадку з тонкою лінзою, ефект можна записати як відображення кутового положення без лінзи {\displaystyle {\vec {\beta }}} в положення лінзи {\displaystyle {\vec {\theta }}}. Якобіан перетворення можна записати як інтеграл по гравітаційному потенціалу {\displaystyle \Phi ~} уздовж прямої видимості
{\displaystyle {\frac {\partial \beta _{i}}{\partial \theta _{j}}}=\delta _{ij}+\int _{0}^{r_{\infty }}drg(r){\frac {\partial ^{2}\Phi ({\vec {x}}(r))}{\partial x^{i}\partial x^{j}}}}
де {\displaystyle r~} - супутня відстань, {\displaystyle x^{i}~} — поперечні відстані, а
{\displaystyle g(r)=2r\int _{r}^{r_{\infty }}dr'\left(1-{\frac {r^{\prime }}{r}}\right)W(r^{\prime })}
це ядро лінзування, яке визначає ефективність лінзування для розподілу джерел {\displaystyle W(r)~}.
Якобіан {\displaystyle A_{ij}~} можна розкласти на члени конвергенції та зсуву так само, як і у випадку з тонкою лінзою, а в межах лінзи, яка одночасно є тонкою та слабкою, їх фізичні інтерпретації однакові.

## Спостереження слабкого лінзування
У слабкому гравітаційному лінзуванні якобіан визначається за допомогою спостереження впливу зсуву на еліптичність фонових галактик. Цей ефект є суто статистичним; у формі будь-якої галактики домінуватиме її випадкова форма без лінз, але лінзування призведе до просторово когерентного викривлення цих форм.

### Міри еліптичності
У більшості галузей астрономії еліптичність визначається як {\displaystyle 1-q~}, де {\displaystyle q={\frac {b}{a}}} є відношенням осей еліпса. У слабкому гравітаційному лінзуванні зазвичай використовуються два різні визначення, і обидва є комплексними величинами, які визначають як співвідношення осей, так і позиційний кут {\displaystyle \phi ~}:
{\displaystyle \chi ={\frac {1-q^{2}}{1+q^{2}}}e^{2i\phi }={\frac {a^{2}-b^{2}}{a^{2}+b^{2}}}e^{2i\phi }}
{\displaystyle \epsilon ={\frac {1-q}{1+q}}e^{2i\phi }={\frac {a-b}{a+b}}e^{2i\phi }}
Подібно до традиційної еліптичності, значення обох цих величин коливаються від 0 (круг) до 1 (відрізок). Позиційний кут закодовано в комплексній фазі, але через коефіцієнт 2 у тригонометричних аргументах еліптичність є інваріантною щодо повороту на 180 градусів. Цього слід очікувати: еліпс не змінюється при повороті на 180°. Дійсна частина описує подовження вздовж координатних осей, а уявна частина – подовження під кутом 45° від осей.
Еліптичність часто записують як двокомпонентний вектор замість комплексного числа, хоча це не справжній вектор з точки зору перетворень:
{\displaystyle \chi =\{\left|\chi \right|\cos 2\phi ,\left|\chi \right|\sin 2\phi \}}
{\displaystyle \epsilon =\{\left|\epsilon \right|\cos 2\phi ,\left|\epsilon \right|\sin 2\phi \}}
Справжні джерела астрономічного фону не є ідеальними еліпсами. Їхню еліптичність можна виміряти, знайшовши еліптичну модель, яка найкраще підходить до даних, або вимірявши другі моменти зображень навколо деякого центроїда {\displaystyle ({\bar {x}},{\bar {y}})}
{\displaystyle q_{xx}={\frac {\sum (x-{\bar {x}})^{2}I(x,y)}{\sum I(x,y)}}}
{\displaystyle q_{yy}={\frac {\sum (y-{\bar {y}})^{2}I(x,y)}{\sum I(x,y)}}}
{\displaystyle q_{xy}={\frac {\sum (x-{\bar {x}})(y-{\bar {y}})I(x,y)}{\sum I(x,y)}}}
Тоді комплексні еліптичності
{\displaystyle \chi ={\frac {q_{xx}-q_{yy}+2iq_{xy}}{q_{xx}+q_{yy}}}}
{\displaystyle \epsilon ={\frac {q_{xx}-q_{yy}+2iq_{xy}}{q_{xx}+q_{yy}+2{\sqrt {q_{xx}q_{yy}-q_{xy}^{2}}}}}}
Це можна використати, щоб зв’язати другі моменти з традиційними параметрами еліпса:
{\displaystyle q_{xx}=a^{2}\cos ^{2}\theta +b^{2}\sin ^{2}\theta \,},
{\displaystyle q_{yy}=a^{2}\sin ^{2}\theta +b^{2}\cos ^{2}\theta \,},
{\displaystyle q_{xy}=(a^{2}-b^{2})\sin \theta \cos \theta \,},
і навпаки:
{\displaystyle a^{2}={\frac {q_{xx}+q_{yy}+{\sqrt {(q_{xx}-q_{yy})^{2}+4q_{xy}^{2}}}}{2}}}
{\displaystyle b^{2}={\frac {q_{xx}+q_{yy}-{\sqrt {(q_{xx}-q_{yy})^{2}+4q_{xy}^{2}}}}{2}}}
{\displaystyle \tan 2\theta ={\frac {2q_{xy}}{q_{xx}-q_{yy}}}}
Наведені вище незважені другі моменти складно використовувати за наявності шуму, сусідніх об’єктів або розширених профілів галактик, тому замість них типово використовують аподізовані моменти:
{\displaystyle q_{xx}={\frac {\sum (x-{\bar {x}})^{2}w(x-{\bar {x}},y-{\bar {y}})I(x,y)}{\sum w(x-{\bar {x}},y-{\bar {y}})I(x,y)}}}
{\displaystyle q_{yy}={\frac {\sum (y-{\bar {y}})^{2}w(x-{\bar {x}},y-{\bar {y}})I(x,y)}{\sum w(x-{\bar {x}},y-{\bar {y}})I(x,y)}}}
{\displaystyle q_{xy}={\frac {\sum (x-{\bar {x}})(y-{\bar {y}})w(x-{\bar {x}},y-{\bar {y}})I(x,y)}{\sum w(x-{\bar {x}},y-{\bar {y}})I(x,y)}}}
тут {\displaystyle w(x,y)~} - вагова функція, яка зазвичай доходить до нуля або швидко наближається до нуля на певному скінченному радіусі.
Моменти зображення зазвичай не можна використовувати для вимірювання еліптичності галактик без коригування ефектів спостережень, зокрема функції розсіювання точки.

### Зсув і приведений зсув
Нагадаємо, що якобіан лінзування можна розкласти на зсув {\displaystyle \gamma ~} і конвергенцію {\displaystyle \kappa ~}. Діючи на кругове фонове джерело радіусом {\displaystyle R~}, лінзування створює еліпс із великою та малою осями
{\displaystyle a={\frac {R}{1-\kappa -\gamma }}}
{\displaystyle b={\frac {R}{1-\kappa +\gamma }}}
до тих пір, поки зсув і конвергенція помітно не змінюються в залежності від розміру джерела (у цьому випадку зображення в лінзі не є еліпсом). Однак галактики не мають круглої форми, тому необхідно кількісно визначити вплив лінзування на ненульову еліптичність.
Ми можемо визначити комплексний зсув за аналогією з комплексними еліптичностями, визначеними вище
{\displaystyle \gamma =\left|\gamma \right|e^{2i\phi }}
а також приведений зсув
{\displaystyle g\equiv {\frac {\gamma }{1-\kappa }}}
Якобіан лінзування тепер можна записати як
{\displaystyle A=\left[{\begin{array}{c c }1-\kappa -\mathrm {Re} [\gamma ]&-\mathrm {Im} [\gamma ]\\-\mathrm {Im} [\gamma ]&1-\kappa +\mathrm {Re} [\gamma ]\end{array}}\right]=(1-\kappa )\left[{\begin{array}{c c }1-\mathrm {Re} [g]&-\mathrm {Im} [g]\\-\mathrm {Im} [g]&1+\mathrm {Re} [g]\end{array}}\right]}
Для приведеного зсуву {\displaystyle g~} і нелінзованих комплексних еліптичностей {\displaystyle \chi _{s}~} і {\displaystyle \epsilon _{s}~}, лінзовані еліптичності будуть
{\displaystyle \chi ={\frac {\chi _{s}+2g+g^{2}\chi _{s}^{*}}{1+|g|^{2}+2\mathrm {Re} (g\chi _{s}^{*})}}}
{\displaystyle \epsilon ={\frac {\epsilon _{s}+g}{1+g^{*}\epsilon _{s}}}}
У граничному випадку слабкого лінзування, {\displaystyle \gamma \ll 1} і {\displaystyle \kappa \ll 1}, так що
{\displaystyle \chi \approx \chi _{s}+2g\approx \chi _{s}+2\gamma }
{\displaystyle \epsilon \approx \epsilon _{s}+g\approx \epsilon _{s}+\gamma }
Якщо ми можемо припустити, що джерела випадково орієнтовані, їхня комплексна еліптичність в середньому дорівнює нулю, отже
{\displaystyle \langle \chi \rangle =2\langle \gamma \rangle } і {\displaystyle \langle \epsilon \rangle =\langle \gamma \rangle }.
Це основне рівняння слабкого лінзування: середня еліптичність фонових галактик є прямим показником зсуву, спричиненого масою на передньому плані.

### Збільшення
У той час як гравітаційне лінзування зберігає поверхневу яскравість згідно з теоремою Ліувіля, воно змінює видимий тілесний кут джерела. Величина збільшення визначається співвідношенням площі зображення до площі джерела. Для симетричної лінзи коефіцієнт збільшення μ визначається як
{\displaystyle \mu ={\frac {\theta }{\beta }}{\frac {d\theta }{d\beta }}}
За умовами конвергенції та зсуву
{\displaystyle \mu ={\frac {1}{\det A}}={\frac {1}{[(1-\kappa )^{2}-\gamma ^{2}]}}}
З цієї причини якобіан {\displaystyle A~} також відомий як «матриця зворотного збільшення».
Приведений зсув є інваріантним щодо масштабування якобіана {\displaystyle A~} скаляром {\displaystyle \lambda ~}, що еквівалентно перетворенням
{\displaystyle 1-\kappa ^{\prime }=\lambda (1-\kappa )}
і
{\displaystyle \gamma ^{\prime }=\lambda \gamma }.
Таким чином, {\displaystyle \kappa } можна визначити лише з точністю до перетворення {\displaystyle \kappa \rightarrow \lambda \kappa +(1-\lambda )}, яке відоме як «виродження масивного аркуша». У принципі, цього виродження можна уникнути, якщо доступне незалежне вимірювання збільшення, оскільки збільшення не є інваріантним щодо вищезгаданого перетворення виродження. Зокрема, {\displaystyle \mu ~} змінюється зі зміною {\displaystyle \lambda ~} як {\displaystyle \mu \propto \lambda ^{-2}}.